# Himopolynema taiwanum
Himopolynema taiwanum är en stekelart som beskrevs av Taguchi 1977. Himopolynema taiwanum ingår i släktet Himopolynema och familjen dvärgsteklar.
Artens utbredningsområde är Taiwan. Inga underarter finns listade i Catalogue of Life.